# Якоб Розанес
Якоб Розанес (13 серпня 1842, Броди — 6 січня 1922 року, Бреслау) — німецький математик і шахіст єврейського походження.
Спеціаліст з інваріанту та алгебраїчної геометрії.
Якоб Розанес народився в сефардській сім'ї. Відвідував німецькомовну гімназію в місті Броди. З волі батька навчався з 1856 по 1858 рр. в торговому домі Бреслау. Після дворічної підготовки (з 1860 р.) почав вивчати хімію в Університеті Бреслау. Під впливом Гайнріха Шретера (нім. Heinrich Schröter) вирішив присвятити своє життя математиці та фізиці.
Серед його вчителів були Рудольф Ліпшиц, Пауль Бахманн, Оскар Еміль Майер і Фердинанд Йоахимсталь.
У 1865 р отримав ступінь доктора. З цього часу і до кінця життя викладав в Бреслау.
Був учнем і постійним спаринг-партнером великого німецького шахіста А. Андерсена.